# Odontotrypes szetshwanus
Odontotrypes szetshwanus is een keversoort uit de familie mesttorren (Geotrupidae). De wetenschappelijke naam van de soort werd in 1977 gepubliceerd door Nikolajev.